# Спомен костурница у Нишкој тврђави
Спомен костурница налази се у рову Нишке тврђаве и представља спомен облежје за више од 4.000 погинулих у Топличком устанку из целе југоситочне Србије.
Костурница је позната малом броју људи. Налазила се у веома лошем стању, а најчешње била прекривена шибљем висине 2-3 метра.
На левој и десној страни костурнице смештене су две плоче са 33 имена погинулих.

## Историја
Током Првог светског рата, Бугари су из бишвег затвора Апсана у Тврђави водили људе на стрељање у ров Трвђеве, предводивши их кроз пролаз на бедему на северној страни Тврђаве. Пролаз је саграђен још за време Турака, а након рата добио је назив „Капија смрти“.
Подигнута је поводом десетогодишњице Топличког устанка, 1927. године, на аутентичном месту стрељања и вешања. Током Другог светско рата, Бугари су отворивши гробницу уништили и разбацили добар део посмртних остатака. Касније је костурница наново конзервирана.
У току деведесетих година 20. века, украден је бронзани рељеф на коме је било записано: „Овде леже незнане и невине жртве бугарског варварства“. Њена реплика још није урађена. Завод за заштиту споменика поднео је извештај о њеном нестанку. Иако је покренута акција, све се свело само на израду пројекта документације.